# Tungsten (Cantung) Airport
Tungsten (Cantung) Airport är en flygplats i Kanada.   Den ligger i territoriet Yukon, i den centrala delen av landet, 3 800 km väster om huvudstaden Ottawa. Tungsten (Cantung) Airport ligger 1 156 meter över havet.